# Église Saint-Martin de Besson
L'église Saint-Martin est une église catholique située à Besson, en France.

## Localisation
L'église est située dans le département français de l'Allier, sur la commune de Besson. Une autre église, datant des alentours de l'an 1000, dédiée à saint Blaise, se trouvait plus à l'est, près de l'actuelle place Saint-Blaise ; église paroissiale avant 1789, mais très délabrée, elle fut détruite sous la Révolution.

## Historique
L'église de Besson est une église romane du XIIe siècle. Elle comprend une nef centrale de quatre travées encadrée de bas-côtés, un transept non saillant sur lequel ont été construites des absidioles de part et d'autre de l'abside en hémicycle fermant le chœur. Le chœur et le transept sont les parties les plus anciennes pouvant remonter au XIe siècle. La voûte de la croisée du transept portant le clocher a été refaite au XVIIe siècle à la suite de sa chute.
L'église possède des chapiteaux romans décorés notamment de feuillages, des statues classées du XVe siècle de saint Sébastien et du XVIIe siècle de saint Rocle (Roch), des vitraux du XIXe siècle, dont un saint Louis tenant la couronne d'épines (1885) dû au peintre verrier clermontois Martial Mailhot dans la chapelle Saint-Louis (absidiole sud).
Un acte de 1077 de l'évêque de Clermont Durand au prieur de Saint-Pourçain-sur-Sioule place l'église dans les possessions de l'abbaye Saint-Philibert de Tournus.
Vendue à la Révolution comme bien national, l'église est rachetée par le marquis de Tilly, propriétaire du château de Bostz pour 50 000 livres. Elle appartient ensuite à la famille de Bourbon-Busset qui propose de la donner à la commune en 1824. Le don est accepté en 1831, la famille de Bourbon-Busset se réservant la jouissance de la chapelle Saint-Louis (elle appartient aujourd'hui aux Bourbon-Parme).
L'édifice est classé au titre des monuments historiques en 1933.

## Description

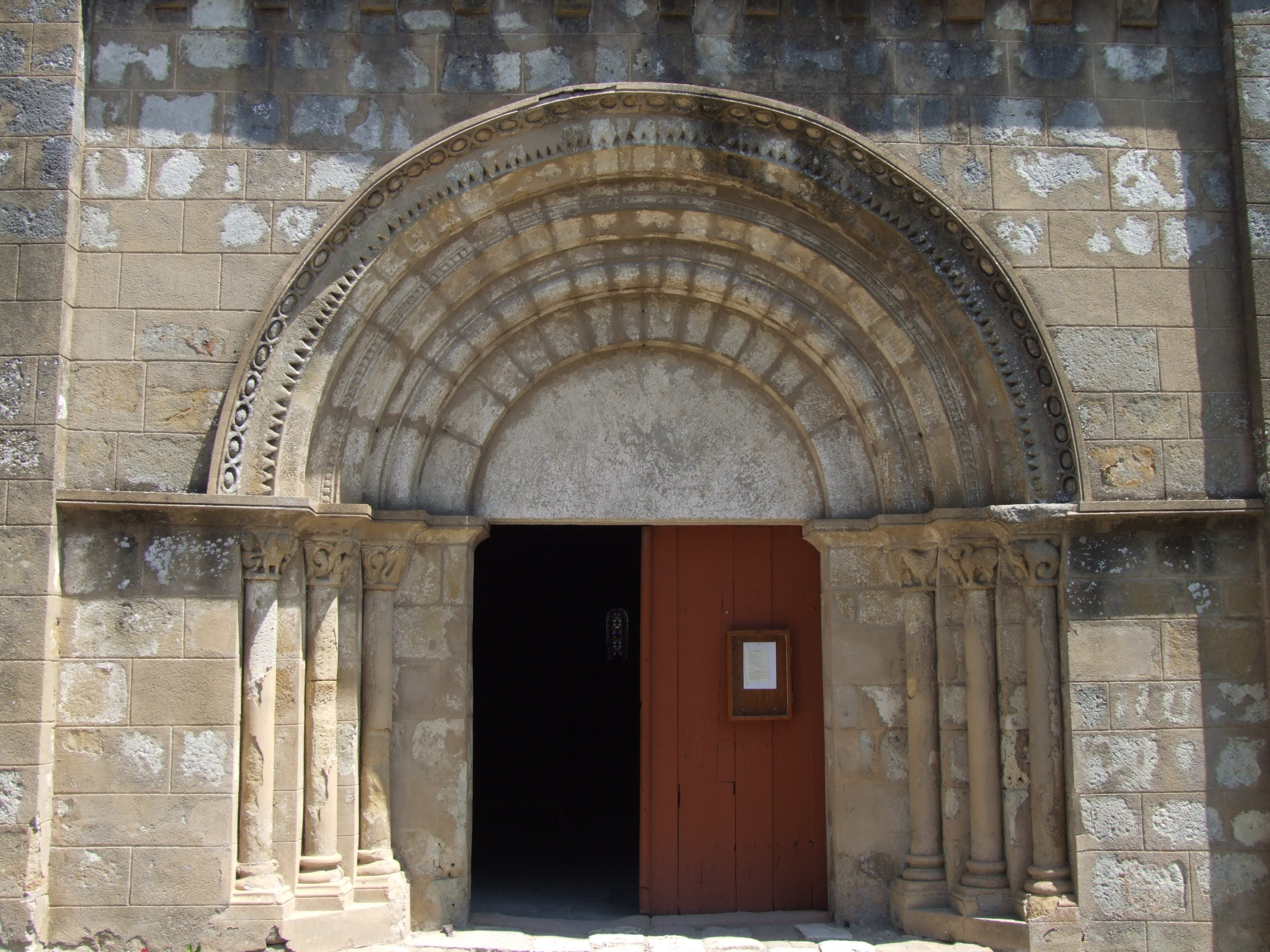
Portail occidental.
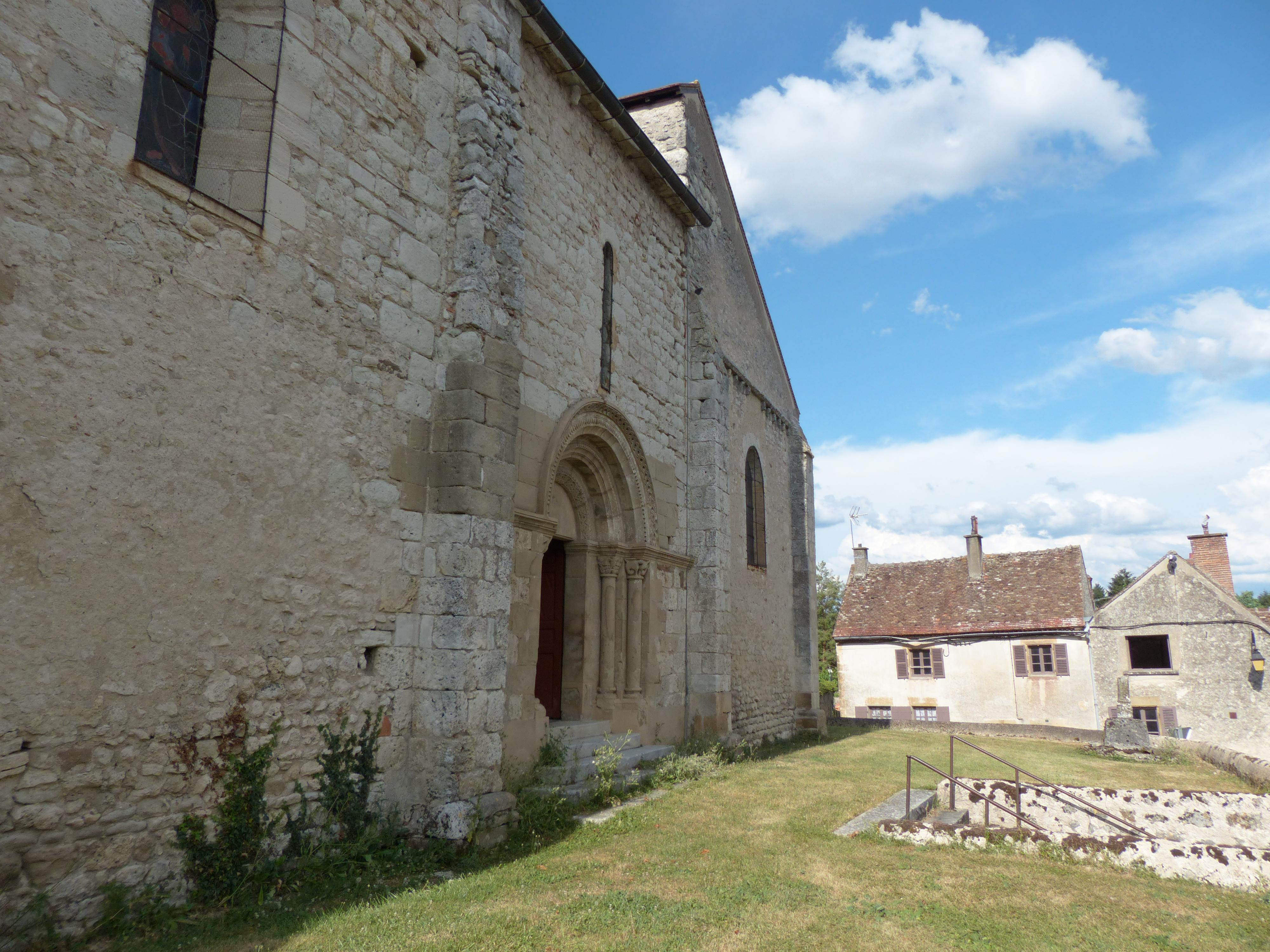
Accès au portail latéral (méridional).
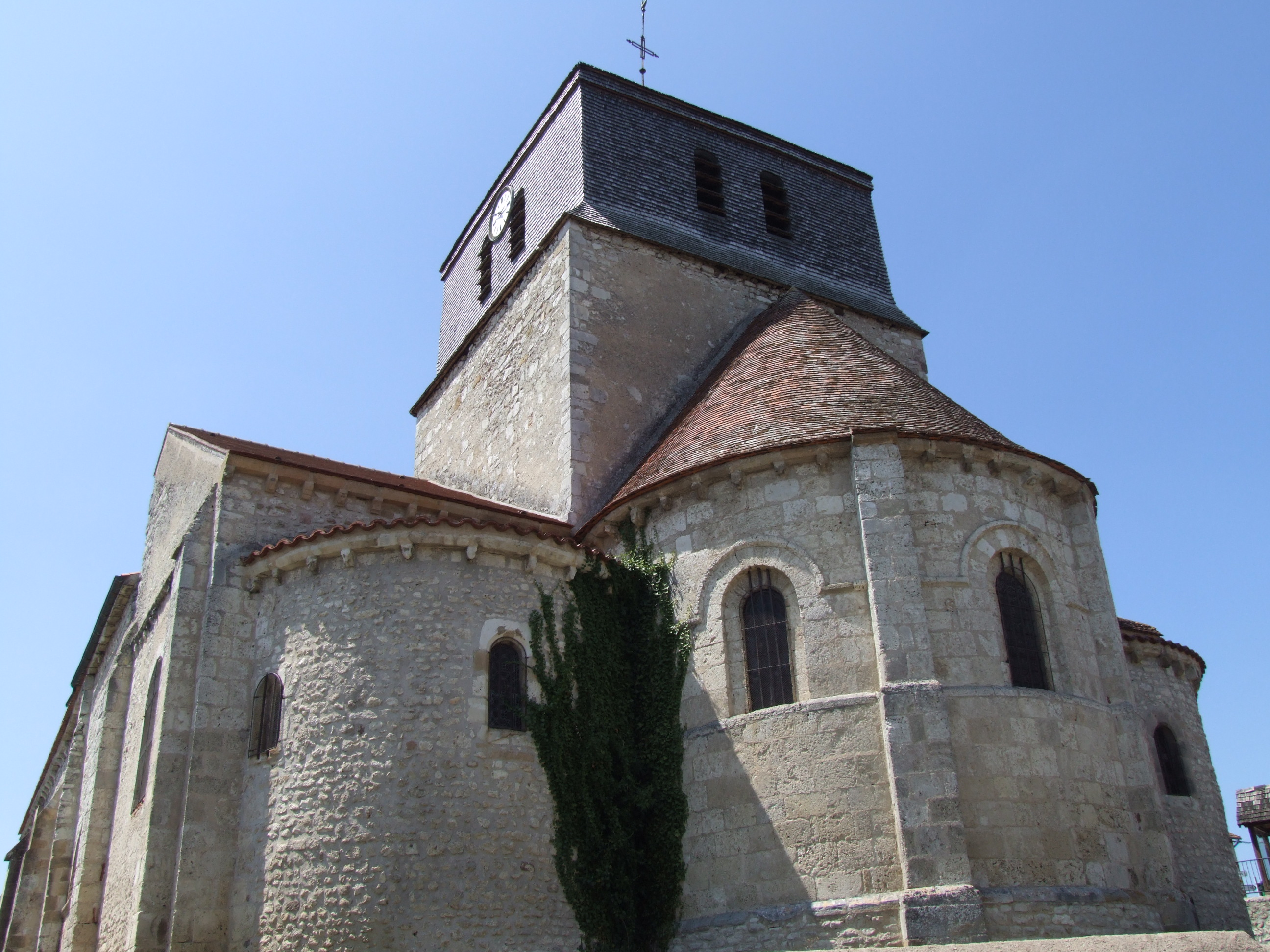
Chevet.
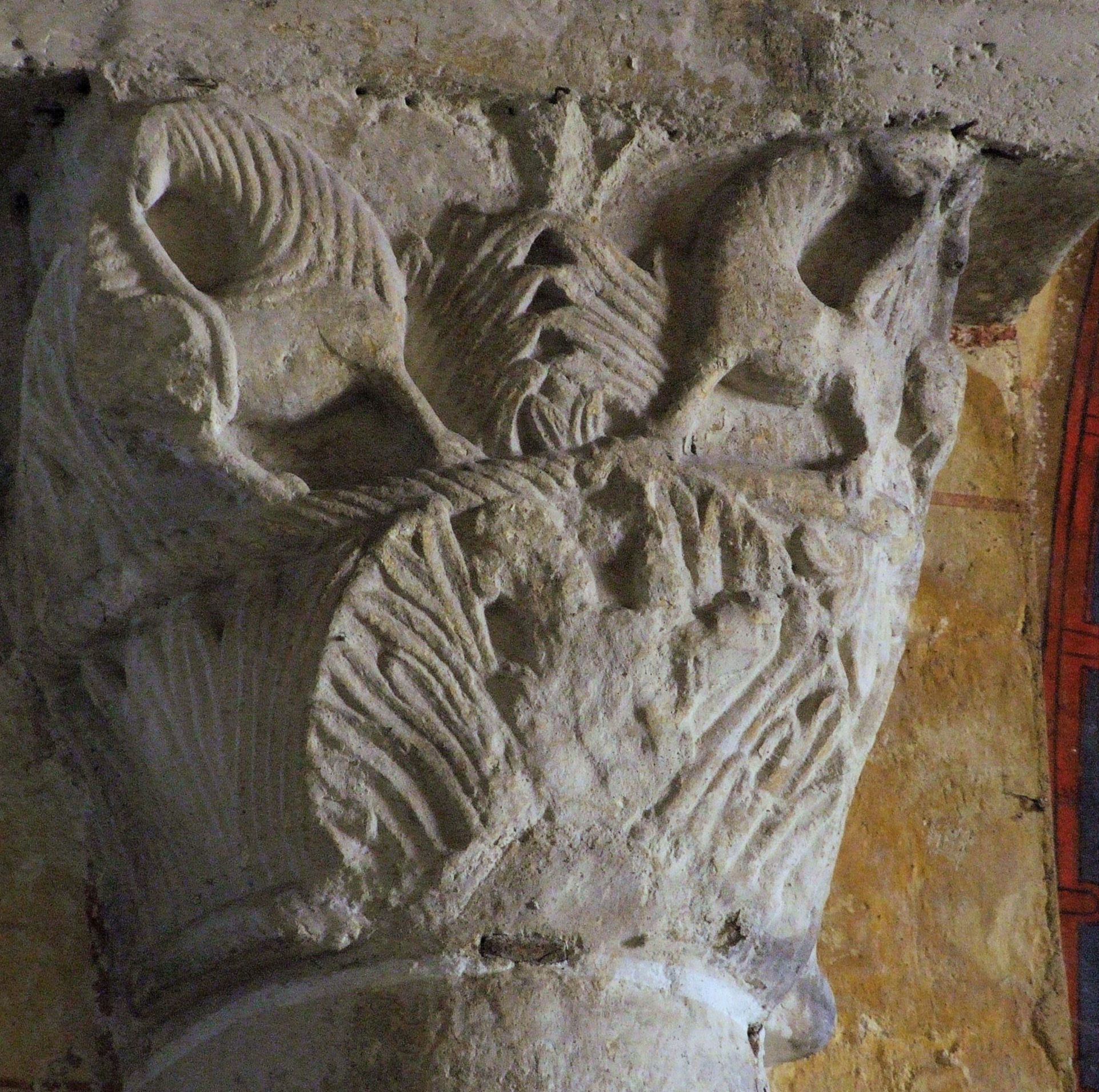
Chapiteau.
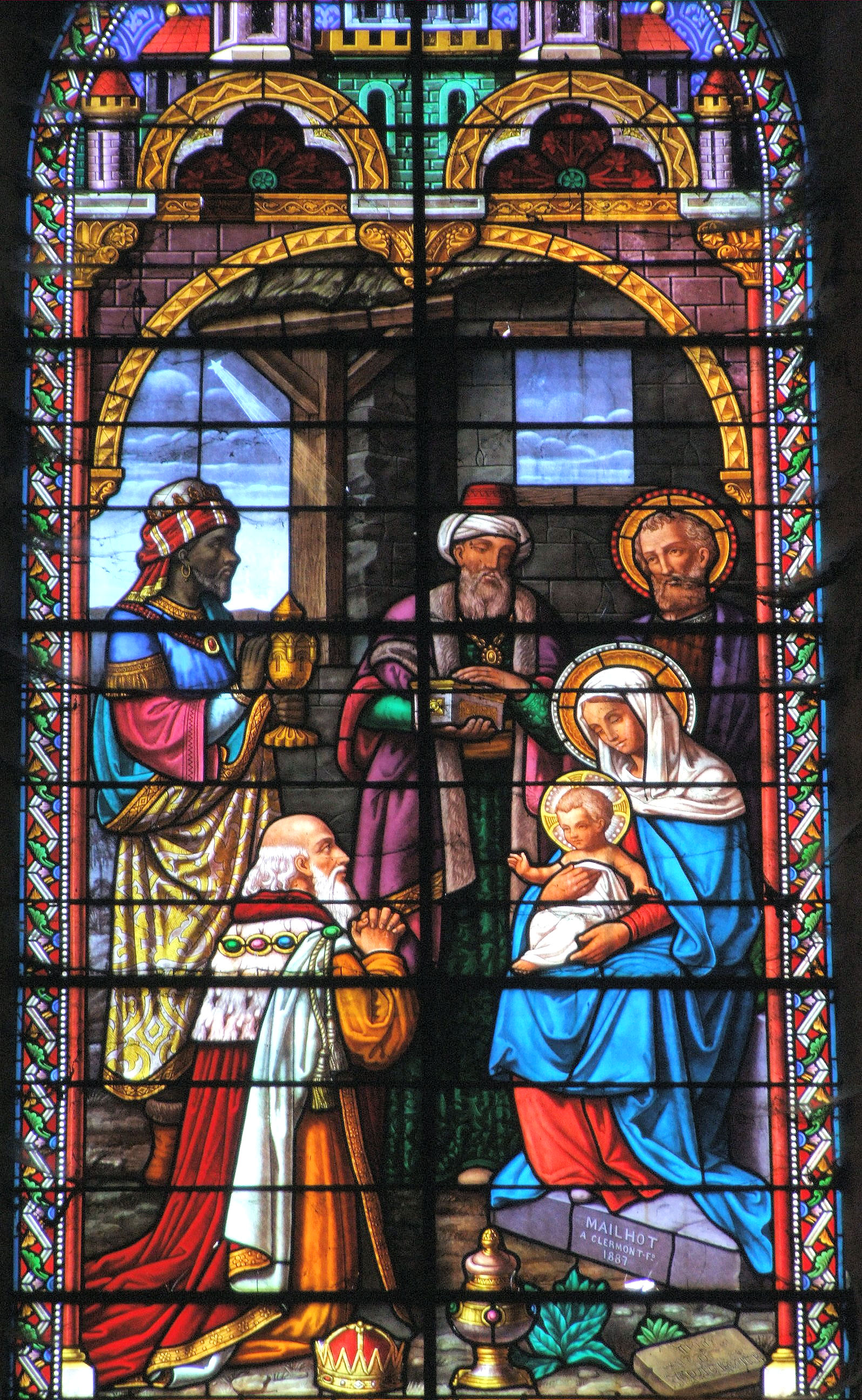
Vitrail de l'Adoration des Mages.
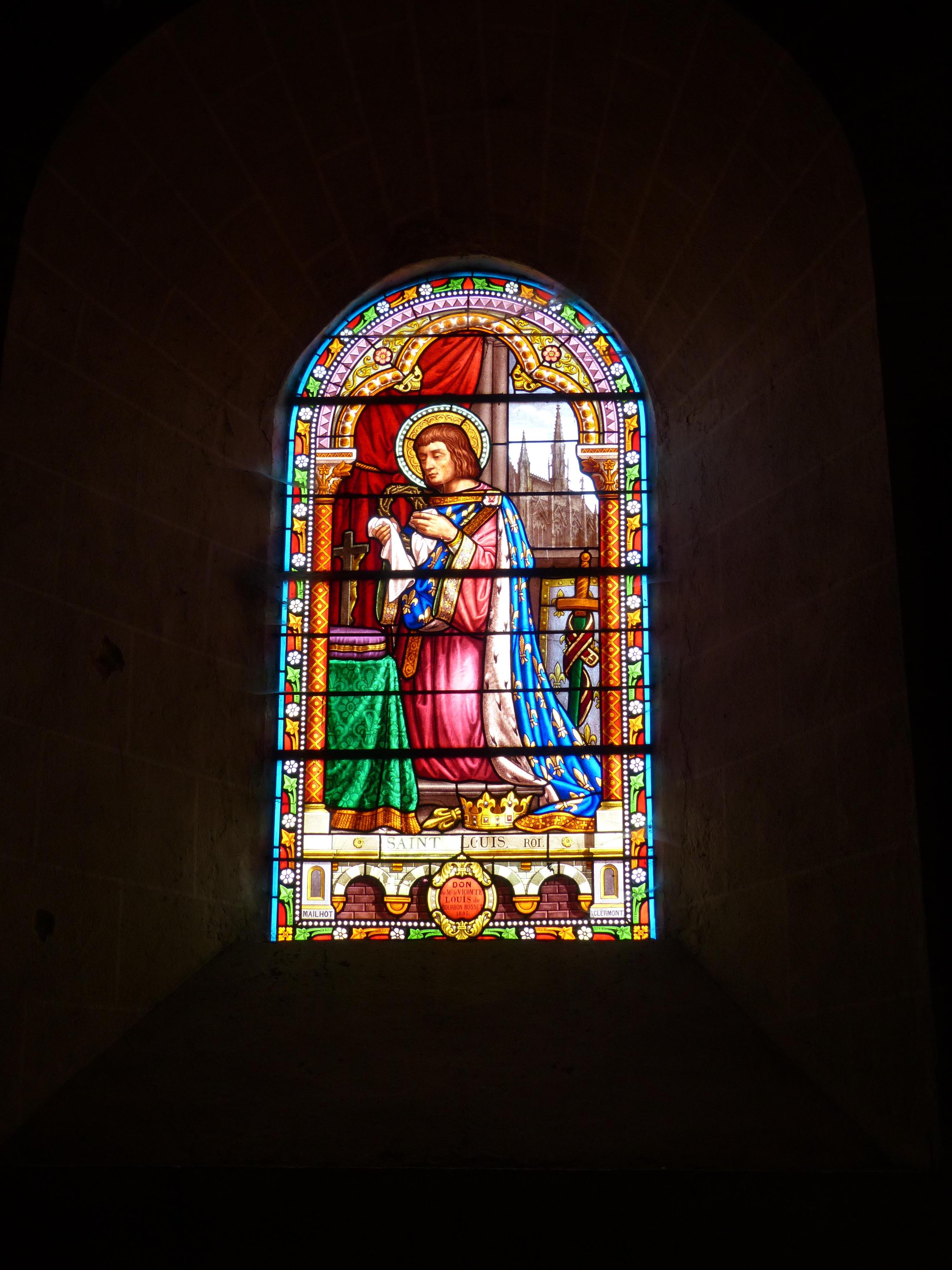
Vitrail de saint Louis, offert par Louis de Bourbon Busset.

## Restauration
L'association Sauvegarde de l'église Saint-Martin s'est donné pour objectif de restaurer le mobilier de l'église. Après avoir permis la restauration de la chapelle Notre-Dame, de l'harmonium et du tableau de Notre-Dame du Rosaire, elle se donne pour programme la restauration des statues.